# ولاية سان لويس بوتوسي
هي إحدى ولايات المكسيك، تقع في شمال وسط المكسيك. تحيط بها ولاية خاليسكو، و ولاية غواناخواتو، كويريتارو، هيدالغو، فيراكروز، تاماوليباس، نويفو ليون، ولاية كواهويلا وولاية زاكاتيكاس.

## أعلام
- فرنسيسكو غونزاليس بوكانيغرا
- أنطونيو غونزاليس كاباييرو
- أغوستين خواريز
- جيرسون مارين
- خوسيه ماريانو خيمينيز